# 叙永县
叙永县是四川省泸州市下辖县，位于四川盆地南缘，接壤云贵，鸡鸣三省。古时叙永亦称“永宁”。县人民政府驻叙永镇。全县幅员面积2984.41平方公里。

## 城市
叙永城市建设相对较好，城市面积7平方公里。城市人口近10万。县城新区规划23平方公里。
叙永与兴文县、古蔺县、合江县，云南省威信县、贵州省毕节县接壤。
城市分为东城、西城两个部分。以永宁河为界。
叙永城居于四川盆地长江南岸最南缘，海拔三百至四百米。
出叙永镇，往南，为云贵高原北段。最高海拔有一千米以上。

## 历史
叙永，古称永宁。旧叙州府管辖。因有永宁河流经县城，故集合两者，称为叙永。
叙永明朝建城，古为泸水之地。彝苗聚集。后汉人来，占据北部丘陵地区，彝苗退居南面山区。
明末清初，湖广填四川。叙永为从南部入川之路。人口增长，现老城区人口多为客籍。非本地土著。湖广客家混杂。通用西南官话岷江片。
有清一代，叙永知县曹，开江门峡航道，叙永成为输盐于云贵之要道，船从自贡产盐区出，经沱江南下，入泸州，纳溪南行，逆流而上进永宁河。到叙永上岸，马帮当道，往云贵。
辛亥革命，民国建立。叙永哥老会也赴泸州与会，建立军政府。后，护国战争，滇军入川。蔡锷有指挥所驻叙永，今东城公园巷人民医院住院部内。
民国迁播去台后，叙永不甚发展，航路中断。码头地位丧失。

## 地理
| 叙永(1981−2010)      | 叙永(1981−2010) | 叙永(1981−2010) | 叙永(1981−2010) | 叙永(1981−2010) | 叙永(1981−2010) | 叙永(1981−2010) | 叙永(1981−2010) | 叙永(1981−2010) | 叙永(1981−2010) | 叙永(1981−2010) | 叙永(1981−2010) | 叙永(1981−2010) | 叙永(1981−2010) |
| 月份                 | 1月             | 2月             | 3月             | 4月             | 5月             | 6月             | 7月             | 8月             | 9月             | 10月            | 11月            | 12月            | 全年            |
| -------------------- | --------------- | --------------- | --------------- | --------------- | --------------- | --------------- | --------------- | --------------- | --------------- | --------------- | --------------- | --------------- | --------------- |
| 平均高温 °C（°F）    | 10.8 (51.4)     | 13.3 (55.9)     | 17.9 (64.2)     | 23.6 (74.5)     | 27.3 (81.1)     | 29.1 (84.4)     | 32.3 (90.1)     | 32.5 (90.5)     | 27.8 (82.0)     | 21.6 (70.9)     | 17.5 (63.5)     | 12.1 (53.8)     | 22.2 (71.9)     |
| 日均气温 °C（°F）    | 8.1 (46.6)      | 10.1 (50.2)     | 13.8 (56.8)     | 18.6 (65.5)     | 22.2 (72.0)     | 24.4 (75.9)     | 27.1 (80.8)     | 27.0 (80.6)     | 23.2 (73.8)     | 18.2 (64.8)     | 14.1 (57.4)     | 9.4 (48.9)      | 18.0 (64.4)     |
| 平均低温 °C（°F）    | 6.2 (43.2)      | 7.9 (46.2)      | 11.0 (51.8)     | 15.2 (59.4)     | 18.7 (65.7)     | 21.2 (70.2)     | 23.5 (74.3)     | 23.4 (74.1)     | 20.3 (68.5)     | 16.0 (60.8)     | 12.0 (53.6)     | 7.6 (45.7)      | 15.3 (59.5)     |
| 平均降水量 mm（）    | 37.4 (1.47)     | 34.3 (1.35)     | 51.5 (2.03)     | 81.5 (3.21)     | 134.7 (5.30)    | 159.5 (6.28)    | 179.4 (7.06)    | 155.2 (6.11)    | 110.8 (4.36)    | 89.1 (3.51)     | 55.3 (2.18)     | 35.5 (1.40)     | 1,124.2 (44.26) |
| 平均相對濕度（％）   | 83              | 80              | 78              | 76              | 76              | 80              | 77              | 76              | 79              | 85              | 84              | 84              | 80              |
| 来源：中国气象数据网 |                 |                 |                 |                 |                 |                 |                 |                 |                 |                 |                 |                 |                 |

## 袍哥开山
1848年（清道光二十八年）永宁郭永泰开荩忠山，手中有在福建渔人手内寻获的《金台山实录》。据说郑成功于1662年（清康熙元年）病故，子郑经立奉遗命以《金台山实录》作要件保存。1680年（清康熙十九年）郑经立战败于厦门，次年忧愤而亡，次子郑克塽继位。1683年清军提督施琅攻陷台湾，郑克塽将《金台山实录》用铁盒密封沉于海底，免为清军所获。郭永泰于1835年（清道光十五年）去厦门看族叔，并到一平民家闲游，见其盖米瓮中有旧书一本，封面上赫然写着《金台山实录》五字，书面盖有小图章，为“延平郡王招讨大将军印”几字，马上知道是郑成功的遗物，忙问此物是从何处而来的。据那人讲，他父亲是渔民，善于游水，能在水中伏一昼夜，一天在海中得一铁盒，无法打开，费了三天时间才将它砸开，发现里面有金银珠宝数件，小玉印一方，旧书数本，因为他不识字，不知道是什么书。郭永泰就用一百两将书购得，又问小玉印现在何处？那人称已经卖给邻居，郭又用白金十两赎回。这就成了他开山的基本思想武器。因为郑成功是藩王，书中所用的都是王者的口气，郭在开山时不敢完全使用，他于是托人仿原本进行了一定的增删，以资实用，名之曰“海底”，又名“金不换”。从此组织规模大张。

## 人口
根據叙永县第七次全国人口普查結果顯示：2020年11月1日零时，全县常住人口为552979人，与2010年第六次全国人口普查相比，减少31320人，下降5.36%，年平均下降0.55%。
相关统计数据截止到2005年，叙永县共有人口66.1631万人，少数民族占叙永县总人口的6%，约为3.8万人。叙永县非农业人口9.8602万人，占叙永县总人口14.1%。

## 经济
2005年，全县实现生产总值(GDP)22.55亿元。全社会固定资产投资实现5.26亿元。社会消费品零售总额实现10.68亿元。财政总收入实现14808万元，地方财政收入实现8166万元。农民人均纯收入2510元。县城居民人均可支配收入6177元。

## 行政区划
叙永县下辖18个镇、5个民族乡：
叙永镇、江门镇、马岭镇、天池镇、水尾镇、两河镇、落卜镇、后山镇、分水镇、摩尼镇、赤水镇、龙凤镇、正东镇、观兴镇、向林镇、麻城镇、大石镇、黄坭镇、合乐苗族乡、白腊苗族乡、枧槽苗族乡、水潦彝族乡和石厢子彝族乡。

## 交通
这里有 321国道和隆叙铁路。川黔高速2012年1月1日，川黔高速纳叙段已经正式通车。到2012年底，川黔高速全线通车。

## 旅游
- - 画稿溪：国家级自然保护区
  - 春秋祠：国家重点保护文物单位，位于叙永县城内。
  - 丹山：省级风景名胜区。
  - 红洞桥景区：市级风景名胜区。
  - 天河瀑布景区：市级风景名胜区。

## 文物保护单位
全国重点文物保护单位3处：春秋祠、清凉洞摩崖造像、红军长征过石厢子遗迹。
省级文物保护单位10处：紫霞峰摩崖造像及石刻、龙龟山寺遗址、大石赖氏家族墓、水潦铺大堰、水尾刘氏宗祠、叙永牌坊群、傅钟故居、叙永松坡楼、叙永雪山关、永宁石桥。

## 特色产品
茶叶，米花糖，苦笋，豆汤面，葱卷，猪儿粑，糍粑，黄粑，麻糖，两河桃片，江门荤豆花。